# Platycerus primigenius
Platycerus primigenius là một loài bọ cánh cứng trong họ Lucanidae. Loài này được Weise mô tả khoa học năm 1960.